# 렌즈

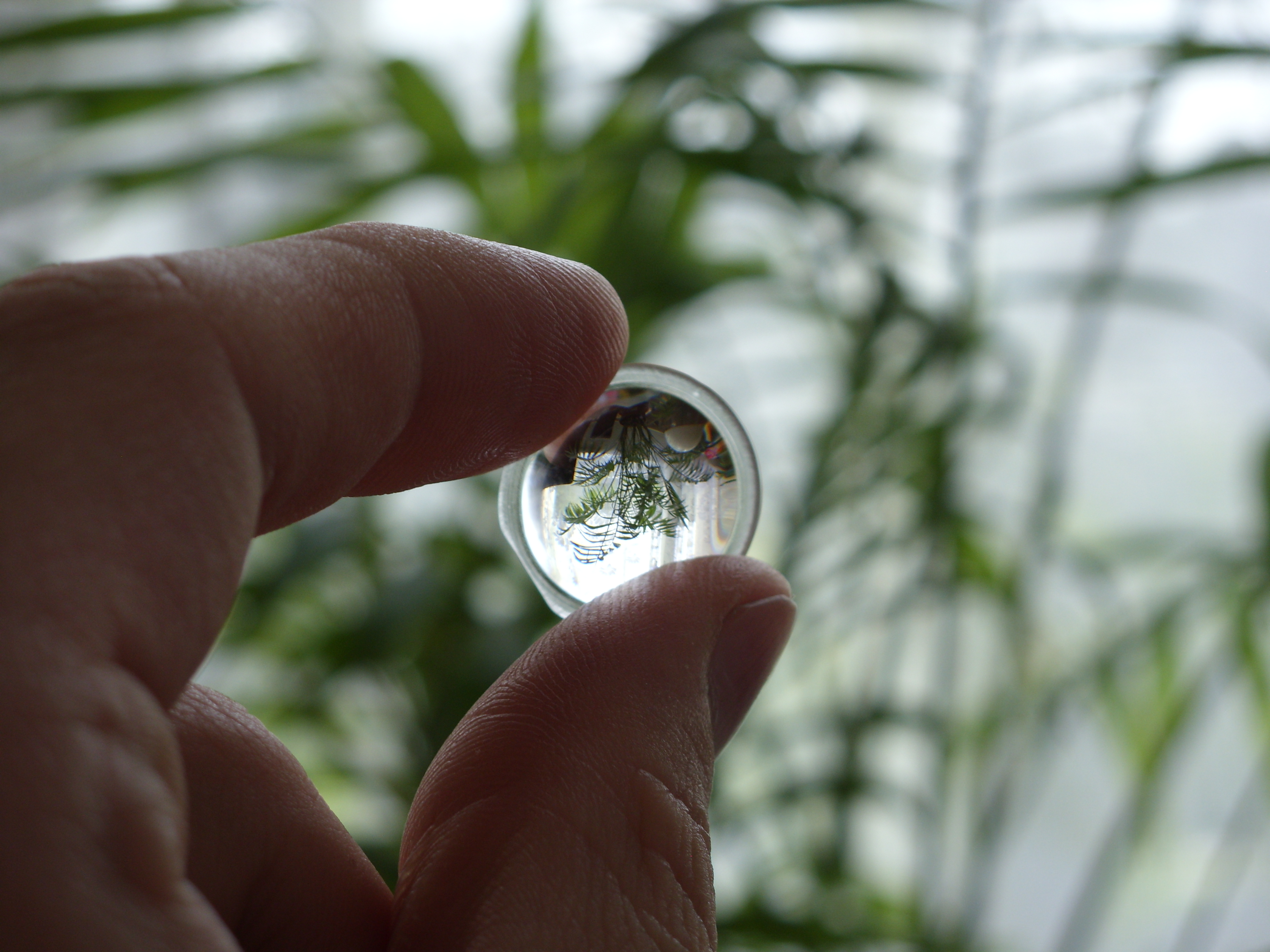
볼록렌즈

렌즈(lens, 문화어: 렌스)는 빛을 모으거나 분산시키는 도구로, 보통 유리를 재료로 만든다. 전자기파를 위해서 만든 비슷한 도구도 렌즈로 불리는데, 예를 들어 파라핀으로 만든 마이크로파 렌즈는 빛에는 적합하지 않지만, 마이크로파를 굴절시켜 렌즈의 역할을 한다. 카메라를 위해 특별히 제작된 렌즈는 카메라 렌즈라고 한다.

## 원리
기하광학에서의 렌즈는 빛의 직진성과 매질 간의 굴절하는 성질을 이용하여 상을 확대, 축소하는 도구이다. 빛을 포함한 파동은 퍼져나갈 때 매질이나 일부 파동은 진공을 통해서도 전달되는데, 굴절률이 같은 매질을 통과할 때에는 직진하고, 다른 매질의 경계면에서 반사, 굴절한다. 굴절률은 매질이 가지고 있는 특성으로, 굴절률이 높을수록 빛이 심하게 굴절된다. 렌즈는 공기와 다른 굴절률을 갖는 매질을 사용하여 렌즈의 경계면에 닿은 빛을 굴절시켜 빛의 경로를 바꾼다. 렌즈의 주 재료인 유리는 눈에 보이는 영역의 빛을 대부분 투과시키기 때문에 반사가 적고 대부분 굴절하게 된다. 빛을 포함한 모든 파동은 작은 굴절률을 가지는 매질에서 높은 굴절률을 가지는 매질을 지날 때, 매질의 경계면과 입사하는 파동의 진행방향이 이루는 각도에 관계해 빛의 방향이 결정되기 때문에, 볼록렌즈의 경우 가운데 쪽으로 빛이 모이고 렌즈의 오목렌즈의 경우 가장자리로 빛이 퍼져 나간다.

### 스넬의 법칙

굴절률이 인 매질에서 굴절률이 인 매질로 입사하는 광선을 묘사한 그림. 는 경계면의 법선에 대한 광선의 입사각이고, 는 광선의 굴절각이다. 과 는 각각 굴절률이, 인 매질에서 빛의 속도이다.

매질의 경계면에서 입사된 빛의 경로와 경계면의 직각인 선이 이루는 예각을 입사각, 매질을 통과한 빛의 경로와 경계면의 직각인 선이 이루는 예각을 굴절각이라고 한다.
서로 다른 굴절률을 가진 두 매질은 입사각과 굴절각이 달라져 굴절이 발생하는데, 이를 스넬의 법칙이라고 부른다. 스넬의 법칙은 다음과 같이 기술된다.
{\displaystyle {\frac {\sin \theta _{1}}{\sin \theta _{2}}}={\frac {v_{1}}{v_{2}}}={\frac {\lambda _{1}}{\lambda _{2}}}={\frac {n_{2}}{n_{1}}}}
여기서 {\displaystyle \theta _{1}}는 입사각, {\displaystyle \theta _{2}}는 굴절각, {\displaystyle n_{1}}, {\displaystyle n_{2}}는 각각 입사하기 전의 매질의 굴절률과 입사한 후의 매질의 굴절률, {\displaystyle v_{1}}, {\displaystyle v_{2}}는 각각의 매질 내에서의 빛의 속도, {\displaystyle \lambda _{1}}, {\displaystyle \lambda _{2}}는 각각의 매질 내에서의 빛의 파장이다. 스넬의 법칙에 의해서 빛이 굴절이 되고, 이 굴절 방향을 잘 조절하여 빛의 경로를 바꿀 수 있다.
스넬의 법칙을 설명하는 원리로 두 가지의 원리가 제시된다. 하나는 페르마의 원리로, 빛은 최단 시간의 경로를 선택한다는 원리이다. 최단 시간의 경로를 선택하기 때문에 유일하게 스넬의 법칙이 만족하는 경로를 선택하여 움직인다고 설명한다. 또 다른 하나는 하위헌스 원리로, 하위헌스는 모든 빛은 각 순간마다(에테르에 부딪히는 순간마다) 빛이 각자의 파원이 되어서 진행한다고 주장했다.

#### 하위헌스 원리

노란색 점이 광원이 되어 새로운 빛을 만든다.

하위헌스에 따르면 각자의 파원이 되어 진행한 빛은 같은 위상의 경계들이 모여서 하나의 파면을 이룬다고 한다. 스넬의 법칙에 따라 매질에서의 빛의 속력은 굴절률이 커질수록 느려진다. 따라서 굴절률이 더 높은 곳을 지나는 계면에서 나오는 빛의 파원을 생각했을 때, 이 파원들이 만드는 파면은 굴절하기 전에 있었던 파면보다 더 작은 굴절각을 가지는 방향으로 진행하게 된다.

#### 페르마의 원리
페르마의 원리는 빛은 여러 경로 중에 도착하는 시간이 가장 짧은 경로로 빛이 움직인다는 원리이다. 페르마의 원리는 헤론이 제시했던 가장 짧은 길이의 경로로 빛이 움직인다는 가설보다 더 발전된 원리였으며, 해밀턴의 원리로 설명이 가능하다.

## 볼록렌즈와 오목렌즈
우리가 볼 수 있는 대부분의 렌즈는 양쪽 면이 구의 표면과 같이 일정한 곡률을 가지는 구면렌즈이다. 양쪽 면이 볼록하거나 오목한 경우도 있지만, 각각의 면이 다른 곡률을 가질 수도 있다. 렌즈를 관통하는 어떤 직선을 생각했을 때, 렌즈가 그 직선에 대해 회전대칭이면, 이 직선을 광축이라고 한다.
볼록렌즈는 렌즈의 면이 볼록한 렌즈로 빛을 한 점으로 모이게 하는 렌즈이다. 광축에 평행하게 들어온 빛들은 모두 렌즈의 한 점에 모이게 되는데 이 점을 볼록렌즈의 초점이라고 한다. 렌즈의 중심과 초점까지의 거리를 초점거리라고 한다.
오목렌즈는 렌즈의 면이 오목한 렌즈로 빛을 흩어지게 하는 렌즈이다. 광축에 평행하게 들어온 빛들은 모두 어느 한 점을 중심으로 흩어지게 되는데, 이 점을 오목렌즈의 초점이라고 한다.
렌즈를 통해서 렌즈 너머에 있는 물체를 보면, 빛의 굴절로 인해 물체의 모습이 다르게 보일 수 있다. 렌즈의 종류나 물체의 위치에 따라 물체가 흐리게 보이고, 물체의 크기가 달라질 수 있고, 물체가 뒤집어져 보일 수 있다. 물체가 또렷하게 보이는 것을 상이라고 하고, 흐릿하게 보이는 물체가 또렷하게 보일 때 상이 맺혔다고 표현한다.

### 렌즈의 작도
양면이 똑같이 오목하거나 볼록한 얇은렌즈의 경우 쉽게 빛의 경로를 작도할 수 있다. 서로 다른 빛의 경로가 겹치는 경우 그 위치에 상이 맺히게 된다. 따라서 얇은 오목렌즈와 볼록렌즈의 경우 상이 작도를 통해 상이 맺히는 위치를 찾을 수 있게 된다.
빛은 한 방향으로 직진하므로, 빛의 경로를 작도할 때 반직선으로 작도를 한다. 실제로 진행하는 광선들이 경로상에 겹쳐서 상이 맺히기도 하지만, 실제로는 진행하지 않은 광선들이 경로상에 겹쳐서 상이 맺히기도 한다. 실제로 진행하는 광선들이 만든 상을 실상이라고 하고, 실제로 진행하지 않은 광선들이 만든 상을 허상이라고 한다.
맺힌 상이 원래의 물체와 같은 방향으로 맺히면 정립상이라고 하고, 반대 방향으로 맺히면 도립상이라고 한다.

#### 볼록렌즈의 작도

볼록렌즈에서 물체의 빛의 경로

양쪽의 볼록한 정도가 같은 볼록렌즈의 경우 대칭적으로 초점이 렌즈의 앞뒤로 존재한다. 광축에 평행한 빛이 볼록렌즈를 통과하면 초점을 지나고, 반대로 렌즈의 뒤에서 광축에 평행한 빛도 렌즈의 앞쪽의 초점을 지난다. 마찬가지로, 볼록렌즈의 앞쪽의 초점을 지나간 빛은 볼록렌즈를 통과하고 난 후 광축에 평행하게 진행한다.
왼쪽에 있는 물체에서 반사되는 빛은 하나의 광원으로 생각할 수 있고, 충분히 얇은 볼록렌즈에 대해서, 볼록렌즈의 특성과 대칭성을 이용해서 물체에서 나오는 3가지 빛의 경로를 그릴 수 있다. 오른쪽 그림의 빨간색 선이 빛의 경로이고, 렌즈를 지나는 빛의 경로는 다음과 같이 작도한다.
- 렌즈의 광축에 평행하게 들어온 빛은 렌즈 뒤쪽의 초점을 향해 나아가도록 그린다.
- 렌즈 앞쪽의 초점을 지나는 빛은 렌즈를 통과한 후 광축에 평행하게 나아가도록 그린다.
- 렌즈의 중심을 통과하는 빛은 그대로 직진하게 그린다.

실제하지 않는 빛의 경로가 만들어내는 허상

오른쪽 그림의 점선과 같이 각각의 실제로 진행되는 빛의 경로의 반대쪽으로 반직선을 그릴 수 있다. 실제로 빛이 지나가는 경로는 아니지만, 점선끼리 겹치는 지점에서 허상을 만들어낸다.
볼록렌즈에서 물체의 위치와 초점거리에 따라 생기는 상의 종류와 크기가 달라진다.
- 물체와 렌즈의 거리가 초점거리보다 2배보다 긴 경우: 물체보다 크기가 작은 도립 실상
- 물체와 렌즈의 거리가 초점거리의 2배인 경우: 물체와 크기가 같은 도립 실상
- 물체와 렌즈의 거리가 초점거리보다 길고, 초점거리의 2배보다 짧은 경우: 물체보다 크기가 큰 도립 실상
- 물체가 초점에 위치한 경우: 상이 생기지 않는다.
- 물체가 초점거리보다 렌즈에 더 가까운 경우: 물체보다 크기가 큰 정립허상

#### 오목렌즈의 작도

오목렌즈에서 물체에서 나오는 빛의 방향

양쪽의 오목한 정도가 같은 얇은 오목렌즈도 볼록렌즈와 마찬가지로 렌즈에 대칭적으로 초점이 렌즈의 앞뒤에 존재한다. 볼록렌즈의 경우와 마찬가지로 오른쪽에서 광축에 평행하게 들어오는 빛은 오른쪽의 초점을 중심으로 퍼져나간다.
왼쪽에 있는 물체를 광원으로 생각하면 충분히 얇은 오목렌즈에 대해서도 3가지 빛의 경로를 그릴 수 있다. 오른쪽 그림의 빨간 실선이 빛의 경로이고, 렌즈를 지나는 빛의 경로는 다음과 같이 작도한다.
- 왼쪽에서 광축과 평행하게 들어오는 빛은 왼쪽 초점과 일직선을 이루는 방향으로 퍼져나가도록 그린다.
- 왼쪽에서 오른쪽 초점을 향해 들어오는 빛은 광축과 평행하게 나아가도록 그린다.
- 렌즈의 중심을 통과하는 빛은 그대로 직진하게 그린다.

위의 작도를 바탕으로 실제로 진행하지 않은 빛의 경로(점선)에 대해서도 쉽게 작도를 할 수 있다.
- 왼쪽에서 광축과 평행하게 들어오는 빛의 실제로 진행하지 않는 광선은 왼쪽 초점을 향하도록 그린다.
- 왼쪽에서 오른쪽 초점을 향해 들어오는 빛의 실제로 진행하지 않는 광선은 광축과 평행하게 왼쪽으로 그린다.
- 렌즈의 중심을 통과하는 빛의 실제로 진행하지 않는 광선은 물체를 시작점으로 하고, 렌즈의 중심에 반대되는 방향으로 그린다.

오목렌즈를 통과하는 빛은 항상 퍼져나가기 때문에 단순렌즈와 물체 하나만 존재하는 광학계에서는 실상을 맺지 않는다. 위의 경우에는 물체의 위치에 관계없이 항상 축소된 정립 허상이 생긴다.

### 렌즈에 관한 공식들

렌즈의 종류
1 - 대칭 양면볼록렌즈 2 - 비대칭 양면볼록렌즈 3 - 평면볼록렌즈 4 - 수렴(Positive) 오목볼록렌즈
5 - 대칭 양면오목렌즈 6 - 비대칭 양면오목렌즈 7 - 평면오목렌즈 8 - 발산(Negative) 오목볼록렌즈

#### 렌즈의 공식
렌즈에 의해서 맺힌 상이 생기는 위치는 렌즈의 공식을 사용해서 얻을 수 있다. 얇은 렌즈에서의 렌즈의 공식은 다음과 같다.
{\displaystyle {\frac {1}{s}}+{\frac {1}{s'}}={\frac {1}{f}}}
물체가 렌즈의 왼쪽에 위치할 때, {\displaystyle s}는 렌즈와 물체의 거리, {\displaystyle s'}는 렌즈를 기준으로 오른쪽을 양수로 하는 상의 위치, {\displaystyle f}는 렌즈의 초점거리이다. 볼록렌즈의 경우 {\displaystyle f}가 양수이고, 오목렌즈의 경우 {\displaystyle f}가 음수이다.

#### 렌즈제작자 식
볼록렌즈의 초점거리를 {\displaystyle f}, 렌즈 각 면의 곡률반경을 {\displaystyle R_{1}}, {\displaystyle R_{2}}라 하고 렌즈로 사용하는 물질의 굴절률을 {\displaystyle n}이라 하면 공기에서 얇은 볼록렌즈에 대해서 다음과 같은 방정식을 만족한다.
{\displaystyle (n-1)({\frac {1}{R_{1}}}-{\frac {1}{R_{2}}})={\frac {1}{f}}}
이를 렌즈 제작자 공식(Lensmaker's equation)라고 부른다. 오목렌즈의 경우 부호규약에 의해서 {\displaystyle R_{1}}, {\displaystyle R_{2}}가 볼록렌즈의 반대이다.

#### 부호규약
오른쪽과 왼쪽 같이, 그 자체로는 +와 -라는 개념이 존재하지 않는 것들은 많이 있다. 하지만, 우리가 관습적으로 수직선을 그릴 때 오른쪽으로 +로 두고, 왼쪽을 -로 두듯이, 전자를 표현할 때 -로 두듯이, 렌즈에도 오른쪽으로 진행하는가 왼쪽으로 진행하는가 또는 렌즈를 통과하면 발산하는가 수렴하는가를 표현해야 한다. 이것을 우리는 광선의 부호규약(sign convention)이라고 한다. +와 -를 붙였다고 그것이 반드시 물리적인 의미를 갖고 있는 것은 아니지만, 헷갈리지 않도록 하는 규약이다. 위의 식들은 아래의 부호규약을 따랐다.
"렌즈에 의한 상의 크기나 종류, 상이 맺히는 위치를 알기 위해서는 렌즈에 관한 공식을 사용하면 되는데 이때 다음의 사항을 따라야 한다.
1. 모든 빛은 왼쪽에서 오른쪽으로 진행하는 것으로 그린다.
2. 모든 물체의 거리(s)는 렌즈의 왼쪽에서 측정할 때 양의 값, 렌즈의 오른쪽에서 측정할 때 음의 값으로 한다.
3. 모든 상의 거리(s')는 렌즈의 오른쪽에 있을 때 양의 값, 렌즈의 왼쪽에서 측정될 때 음의 값을 가진다.
4. 볼록렌즈의 초점거리(f,f')는 양의 값, 오목렌즈의 초점거리(f,f')는 음의 값으로 정한다.
5. 물체와 상이 광축의 위로 생기면 양의 값, 광축의 아래로 생기면 음의 값으로 정한다.
6. 렌즈의 면이 볼록할 경우 반지름을 양의 값, 오목할 경우 반지름을 음의 값으로 정한다."[2]

## 수차
수차는 렌즈를 통과하는 광선이 같은 초점을 공유하지 않아서 발생하는 광학현상이다. 수차는 굴절률이 파장에 따라 달라져 색에 따라 초점이 달라져 생기는 색수차와 기하학적으로 생기는 단색수차인 자이델의 5대 수차로 나눌 수 있다. 난시도 눈으로 들어오는 광선들 중 일부가 같은 초점을 공유하지 않아서 발생한다.

## 복합렌즈 및 비구면렌즈

### 복합렌즈
복합렌즈는 수차를 줄이거나 시야각을 확보하기 위해서 굴절률이 다른 렌즈를 여러겹 붙여 만든 렌즈다. 렌즈를 단독으로 쓰는 경우 싱글렛(singlet) 렌즈라고 부르고, 두 개의 경우 더블릿(doublet), 세 개의 경우 트리플릿(triplet) 렌즈라고 부른다. 아이피스 같은 부품에 복합렌즈가 사용된다.

#### 색지움렌즈
색지움 렌즈(Achromatic lens)는 색수차를 줄이기 위해 만든 렌즈이다. 색수차는 파장에 따른 굴절률에서 오고, 파장에 따른 굴절률은 물체마다 존재하기 때문에, 두 개 이상의 렌즈를 사용하여 색을 지운다.

### 비구면 렌즈
비구면 렌즈는 적어도 한 면이 구면이나 평면이 아닌 렌즈를 말한다. 수차를 줄이기 위해서 더 복잡한 모양을 가지고 있지만, 비교적 더 만들기 힘들고 복잡하다. 대표적인 비구면렌즈인 슈미트 보정렌즈(Schmidt correctiong lens)는 슈미트 카메라나 슈미트-카세그레인식 망원경에서 구면수차를 보정하기 위해 사용된다.

## 렌즈의 사용
렌즈는 거울과 함께 광학장비를 구성하는 기초적인 광학부품이다. 빛을 이용하는 광학장비에서 렌즈나 거울 중 하나는 반드시 쓰인다.
단순 볼록렌즈의 특성을 이용한 도구에는 돋보기가 있다.
사람의 난시나, 근시, 원시, 노안 등의 굴절 이상을 교정하기 위한 안경이나 교정렌즈, 콘택트 렌즈, 인공 수정체 등을 만들 때 사용된다. 대부분의 렌즈는 축에 대해서 대칭이지만 안경은 대칭에 근사한다. 보통은 안경알의 모양은 원형 대신 계란형 모양을 갖는다. 선글라스는 눈에 들어오는 빛의 일정부분을 차단하기 위해서 제작되었기 때문에, 보통 선글라스는 평면렌즈를 사용한다. 착용하는 용도에 따라 편광 선글라스를 만들기도 한다.
카메라나 쌍안경, 현미경, 망원경이나 노광장비 등의 광학장비에서도 렌즈가 사용된다. 초점을 상에 집중시켜서 들어오는 빛을 선명하게 정렬하기 위해서 사용된다. 거울을 사용해서 착용자의 눈 사이 거리에 맞게 설계하거나, 더 정확한 상을 얻거나, 더 큰 세기의 빛을 모으는 등으로 활용되기도 한다.

## 렌즈의 재료
- 판(板) 유리: 청 유리라고도 하며 큰 건물의 출입문이나, 진열장 등에 쓰이는 두꺼운 보통의 유리이다. 유리를 옆에서 보면 청색을 띠고 있다.

- 주물(鑄物) 유리: 시창유리라고도 하며, 주로 보일러의 내부를 들여다보는 시창 등에 쓰인다. 청 유리에 비해 주물 유리는 상당히 부드러워서 모래연마, 광내기는 좋은 장점이 있으나 제일 중요한 정형 작업에 어려움이 따른다. 따라서 주물유리를 강화처리 하는데 이것은 단단하여 정형작업의 어려움이 없다. 그러나 주물유리는 눈에는 잘 안 띄지만 나무의 결과 같은 맥리가 많이 있고 뒤틀림이나 기포 등, 유리의 질이 균등하지 않아 광학재료로 적당치 않다.

- 파이렉스(Pyrex) 유리: 열 팽창계수 , 미국 코닝(Corning)사의 제품이 유명하다. 열에 의한 반사경 면의 변화가 적어서 정형할 때 아주 좋다. 화학적인 성질도 안정되어 있고, 맥리나 뒤틀림도 없어 렌즈의 재료로 적당하나 구하기가 힘들고 가격이 비싼 것이 흠이다.

- 듀란(E. 6, Schott Duran, Ohara) 유리: 열 팽창계수, 독일 숏트, 일본 오하라 사가 유명하다. 저온에서의 변화가 적어 날씨가 추운 지방에서 많이 쓰이며 300mm 이상의 반사경에는 최소한 이 재료를 사용하는 것이 바람직하다.

- 제로 듀어(Zero-Duor) 유리: 열 팽창계수 , 독일 숏트사의 제품이 유명하다. 최저 팽창유리로서 매우 단단하여 모래연마에 시간이 걸리나 광내기와 정형에는 매우 좋고, 온도에 따른 변화가 거의 없으므로 정형 작업 시 냉각할 필요가 없어 매우 이상적인 재료이다.

## 같이 보기
- 거울
- 광학기기
- 굴절률
- 복합 렌즈
- 색지움 렌즈
- 스넬의 법칙
- 유리
- 접안렌즈
- 카메라 렌즈
- 텔레센트릭 렌즈
- 프리즘

## 참고 문헌
- Jenkins, Fundamentals of Optics, 4th edition, 1981